# Hai'an (Jiangsu)
Hai'an is een stad en een arrondissement in de prefectuur Nantong in de Chinese provincie Jiangsu. Bij de volkstelling van 2020 had de stad zelf 601.165 inwoners, het arrondissement had 874.334 inwoners.

Hai'an ligt in de Yangtze Delta aan de noordelijke oever van de noordelijke arm van de Yangtze.